# Baix
Baix ist eine französische Gemeinde mit 1293 Einwohnern (Stand 1. Januar 2022) im Département Ardèche in der Region Auvergne-Rhône-Alpes; sie gehört zum Arrondissement Privas und zum Kanton Le Pouzin. Die Bewohner werden Baixois und Baixoises genannt.

## Geographie
Baix liegt am rechten Ufer der Rhone und damit an der Grenze zum Département Drôme. Nachbargemeinden sind Cruas und Loriol-sur-Drôme. Die nächstgrößte Stadt ist Montélimar in 17 Kilometern Entfernung Richtung Südwesten. Die Payre mündet in der Nähe des Ortes in einen Seitenarm der Rhône.

## Geschichte
Bereits die Römer gründeten an der Stelle der heutigen Ortschaft die Siedlung Batiana (von lat. batos = einfach und -ana = Überquerung), da hier die Rhône besonders flach ist und Inseln in der Mitte des Flusses liegen. Damals lief durch die Stadt eine der wenigen Verbindungsrouten zwischen dem linken und dem rechten Ufer der Rhône. Baix wird auch auf der römischen Landkarte Tabula Peutingeriana erwähnt. Im Laufe der letzten Jahrhunderte wurde der Verlauf der Rhône mehrfach modifiziert und verändert, was auch erklärt, warum der Ort sich in der Antike noch am rechten Ufer befand und heute am linken Rhôneufer liegt.
Infolge der Völkerwanderung wurde die Stadt zwei Mal fast vollständig zerstört, 411 durch die Vandalen und 735 durch die Sarazenen. Nach dem zweiten Wiederaufbau der Stadt wollte sich die lateinischsprachige Bevölkerung nicht mit der phokischen vermischen und beschloss die Siedlung aufzugeben. Sie gründeten eine neue Ortschaft Pusillus nördlich der Ouvèze, die heutige Gemeinde Le Pouzin. Die griechischsprachige Bevölkerung errichtete die Siedlung Baios, aus dem Baix hervorgegangen ist. Im Mittelalter trug die Gemeinde den Namen Bays-sur-Bays.
Im 13. Jahrhundert wurde den Bürgern Abgabenfreiheit gewährt, die im 15. Jahrhundert von Amadeus IX. von Savoyen bestätigt wurde. Damals galt der Ort als eine der sichersten Siedlungen für Protestanten.
Im 14. Jahrhundert diente der Ort als Residenz der obersten Gräfin der Region, die eine Verbündete von Raymond de Turenne war, der auch den Krieg gegen die Aussagen des Papstes begonnen hatte. Bis ins 16. Jahrhundert war Baix daher auch ein sicherer Aufenthaltsplatz der Protestanten in Südfrankreich.

### Bevölkerungsentwicklung
| Jahr                       | 1962 | 1968 | 1975 | 1982 | 1990 | 1999 | 2006 | 2017 |
| Einwohner                  | 643  | 609  | 546  | 961  | 748  | 822  | 1010 | 1164 |
| Quellen: Cassini und INSEE |      |      |      |      |      |      |      |      |

## Sehenswürdigkeiten
Baix ist ein Dorf mit Häusern aus dem 15. und 16. Jahrhundert, die auch zum Teil mit Wandfresken bemalt worden sind. Die Architektur der Gemeinde ist typisch für einen Ort an der Rhône, in dem Elemente der Schiffsfahrt dominieren. Auch der Springbrunnen zu Ehren von Ludwig XVI. und der dazugehörige Waschplatz ziehen Touristen an. Der Uhrenturm der Stadt aus dem 16. Jahrhundert sowie die Überreste des alten Schlosses sind ebenfalls Ausflugsziele der Touristen. In Baix befindet sich der Gasthof "La Cardinale". Auf dem Hügel über Baix sind auch heute noch die Ruinen des alten Schlosses zu besichtigen.
Am meisten besucht sind die Kirchen des Dorfes, eine moderne, ökumenische Kirche, sowie die Pilgerkapelle Saint-Euphémie mit ihren antiken Grabstätten im Kirchhof und dem Kreuzweg. Die Kirche Saint-Nicolas, benannt nach dem Schutzpatron der Schiffer, stammt zu großen Teilen aus dem 16. Jahrhundert.
Der Blick von der Rhône ist bestimmt von der Felswand im Hintergrund von Baix, sowie dem Wasserableitungskanal, der die Logis-Neuf versorgt. Ein botanischer Pfad erlaubt es den Besuchern die typische Flora und Fauna der Landschaft zu entdecken.